# أوليفيا هاريس
أوليفيا هاريس (بالإنجليزية: Olivia Harris)‏ هي عالمة الإنسان بريطانية، ولدت في 26 أغسطس 1948، وتوفيت في 9 أبريل 2009.